# Livio Loi
Livio Loi, född 27 april 1997 i Hasselt, är en belgisk roadracingförare. Sedan 2013 tävlar han i Moto3-klassen i Grand Prix Roadracing. Han vann överraskande sin första Grand Prix-seger 9 augusti 2015 i Indianapolis Grand Prix på Indianapolis Motor Speedway genom klokt däcksval i vanskligt väglag. Loi kom på 16:e plats i VM och fortsätter med teamet RW Racing även 2016.

## Framskjutna placeringar

### Segrar Moto3
| Nr | Grand Prix   | År   |
| -- | ------------ | ---- |
| 1  | Indianapolis | 2015 |